# Анисимовка
Ани́симовка (рос. Анисимовка) — селище у складі Ялуторовського району Тюменської області, Росія.
Населення — 307 осіб (2010, 307 у 2002).
Національний склад станом на 2002 рік:
- росіяни — 86 %